# Skøyen

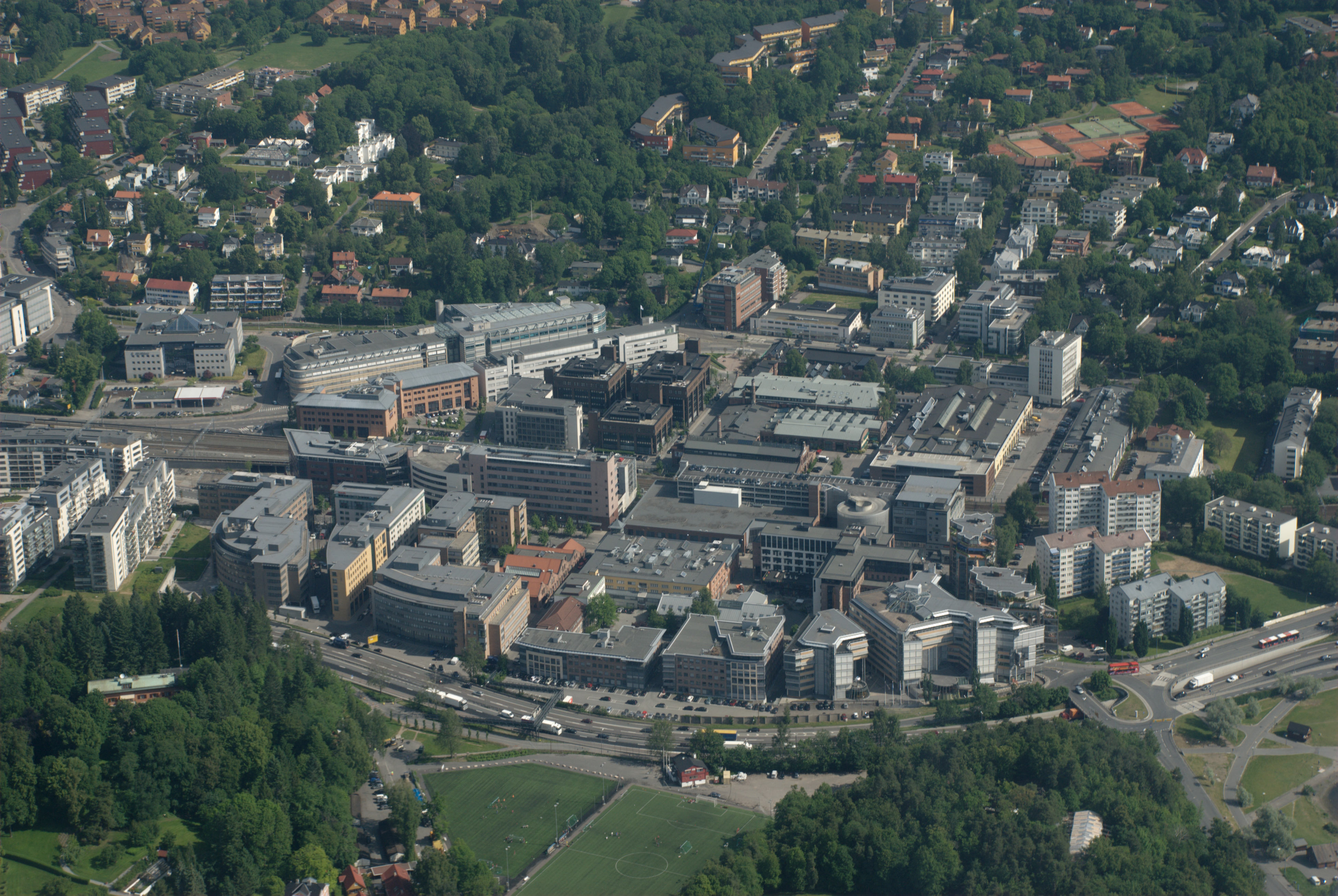
Fotografía aérea de Skøyen

Skøyen es un barrio de Oslo, Noruega, ubicada al oeste de la ciudad, en el distrito de Ullern. Está conectado con el centro de Oslo tanto por tranvía como por tren.
El topónimo "Skøyen" deriva del noruego antiguo Skǫðin, cuyo origen se desconoce.
Skøyen es conocido porque Edvard Munch tenía aquí, concretamente en Ekely, una finca autosuficiente, en la que pasó sus últimos veinte años y en donde falleció en 1944.